# Отакар Ярош

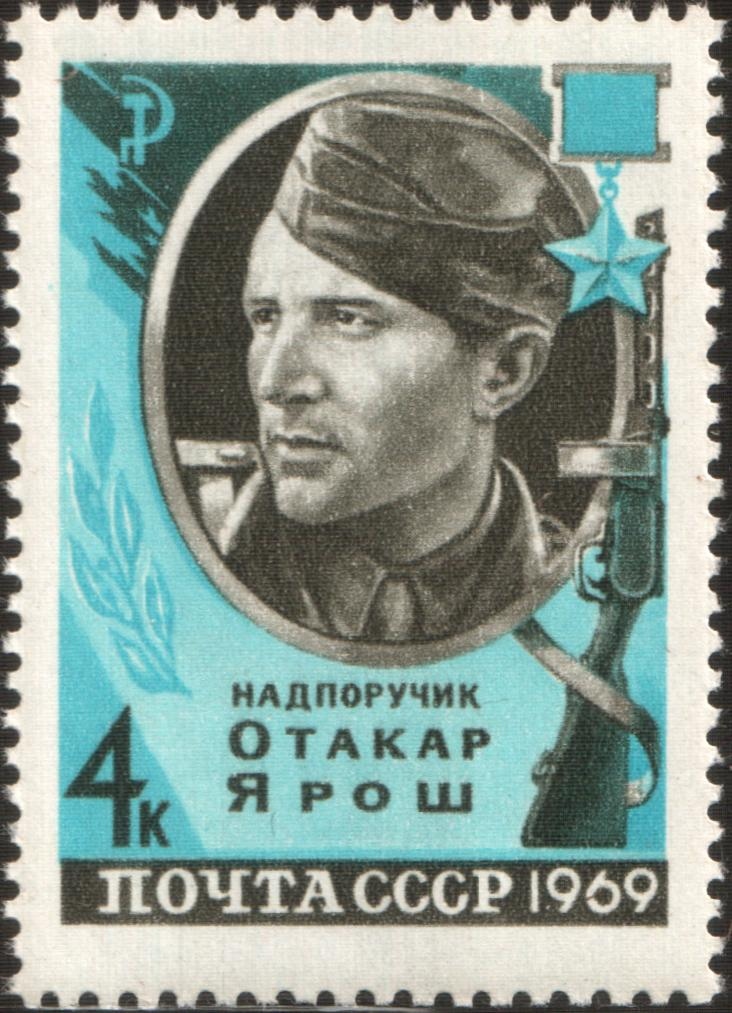
Надпоручник Отакар Ярош на радянській поштовій марці

О́такар Я́рош (чеськ. Otakar Jaroš; 19 липня (1 серпня) 1912, Лоуни, Австро-Угорщина, тепер Чехія — 8 березня 1943, Соколове, Харківська область) — чехословацький офіцер. Учасник Другої світової війни як командир 1-ї роти 1-го Чехословацького окремого піхотного батальйону. Надпоручник (1941), посмертно йому присвоєно звання капітан (1943). Герой Радянського Союзу (1943).

## Життєпис
Народився в сім'ї машиніста та кочегара паровоза. Закінчив гімназію в Мєлніку та Вищу електротехнічну школу у Празі. З 1934 року служив у чехословацькій армії, де закінчив школу молодшого командного складу в місті Трнаві (тепер Словаччина), потім офіцерську школу в місті Турнові, а в 1937 році Військову академію у місті Граніце-на-Мораві в Північній Моравії. Відтак до 1939 року служив командиром телеграфного підрозділу чехословацької армії в місті Пряшеві. Після захоплення Чехословаччини нацистською Німеччиною перейшов нелегально до Польщі, де вступив до чехословацького підрозділу, яким командував підполковник Людвік Свобода, а з початком Другої світової війни перейшов з підрозділом у СРСР, де був з підрозділом інтернований у містах Суздаль та Оранки.
З 1941 року у місті Бузулуці з чехословацьких громадян, чехів і словаків і закарпатських русинів почав формуватися 1-й чехословацький окремий піхотний батальйон під командуванням Людвіка Свободи. Отакар Ярош був призначений командиром 1-ї роти цього батальйону.
30 січня 1943 року батальйон був відправлений на фронт і включений до складу 25-ї гвардійської стрілецької дивізії Воронезького фронту.
8 березня 1943 року батальйон прийняв перший бій з німецькими військами біля села Соколове Зміївського району Харківської області. О 13 годині близько 60 танків і декілька бронетранспортерів противника атакували село. У ході бою бійці роти Отакара Яроша підбили 19 танків і 6 бронетранспортерів з автоматниками. Було знищено близько 300 солдатів і офіцерів противника. Під час бою Ярош був двічі поранений, але продовжував командувати ротою і вести вогонь по противнику, що наступав. У ході бою Ярош зірвав із поясу зв'язку гранат і кинувся до німецького танка, що прорвався. Чергою танкового кулемета він був убитий, але танк, наїхавши на тіло О. Яроша, підірвався на гранатах.
17 квітня 1943 року Указом Президії Верховної Ради СРСР надпоручнику О. Ярошу першому з іноземних громадян присвоєно звання Героя Радянського Союзу посмертно.
Похований у братській могилі загиблих радянських і чехословацьких воїнів у селі Соколове.
До 2020 року чеська делегація щороку відвідувала село Соколово (8-9 березня), щоб уславити пам'ять загиблих героїв під час битви 1943 року[джерело?]. 

## Нагороди
- Чехословацький воєнний хрест 1939 (Чехословаччина, 1943, посмертно)
- Медаль «Золота Зірка» Героя Радянського Союзу, 1943, посмертно)
- Орден Леніна (СРСР, 1943, посмертно)
- Чехословацька війська медаль «За заслуги» I ступеня (1944, посмертно)
- Соколовська пам'ятна медаль (Чехословаччина, 1948, посмертно)
- Чехословацький військовий орден Білого лева «За Перемогу» з зіркою I ступеня (1948, посмертно).

## У пам'яті нащадків
- Пам'ятники О. Ярошу встановлені у містах Мєлнік і Усті-над-Лабем.
- Меморіальні дошки О. Ярошу встановлені у містах Лоуни, Мєлнік, Наход, Харків і Бузулук.
- Іменем О. Яроша названі вулиці у містах Бузулук, Харків, Брно, Плзень, Карлові Вари і Усті-над-Лабем та набережна у Празі.
- Ім'я О. Яроша присвоєно середній школі села Соколове.
- У Чехословаччині та СРСР були видані поштові марки з портретом О. Яроша.